# 渡田
渡田（わたりだ）は、神奈川県川崎市川崎区の町名。現行行政地名は渡田一丁目から渡田四丁目、1970年（昭和45年）7月1日に住居表示が施行されている。面積は31.00 ha。
なお、渡田の周囲に「渡田」を冠した町名（渡田山王町・渡田新町・渡田東町・渡田向町・南渡田町）が存在するが、これらは渡田から分立したものである（後述）。

## 地理
川崎区の西部に位置し、北端を神奈川県道101号扇町川崎停車場線（新川通）が通過している。土地としては多摩川のデルタ地帯であり、全体に低地であるが一部に自然堤防の微高地が存在する。一帯は住宅が大半を占めているが、商店街や中小の工場なども立地する。
渡田は北端で新川通を挟んで境町と、東端で大島上町・渡田東町と、南端で小田栄と、西端で渡田新町・渡田向町・貝塚と接する。これらの町域はすべて川崎区に属しており、渡田は区境・市境に接していない。

## 歴史

### 中世
川崎の地は中世から「河崎荘」として知られており、渡田も文献には残っていないものの、13世紀後半の銘が入った板碑や、「御正作」といった地名から、中世には武士の館があったとみられている。また、新田義貞が当地の不動尊に武運を祈願したと伝わるほか、義貞が戦死した後に、家臣であった亘新左衛門早勝がその形見を当地に持ち帰って供養を行い、のちには新田神社となったとされる。
当地にある成就院の創建は文明年間であるとされるが、境内から徳治2年（1307年）とある板碑が出土していることから、鎌倉時代に創建された可能性も考えられている。

### 江戸時代
江戸時代の当地は天領であり、石高は、正保期の「武蔵田園簿」で766石あまり、「元禄郷帳」では797石あまり・「天保郷帳」・幕末の「旧高旧領取調帳」では845石あまりとなっていた。賦役として、年貢以外にも、鷹狩用のオケラや、江戸城内で放すホタルの上納、さらには川崎宿への助郷も課されていた。
用水としては二ヶ領用水を用いたが、下流にあって水が回らないことがあり、1821年（文政4年）には用水の下流に位置した川崎領の20村が団結して溝口村の名主宅を襲撃するという溝口水騒動が勃発している。
なお、成就院の縁日には江戸各地から参拝客が集まり、『江戸名所図会』にも載るほどであった。

### 明治以降
明治維新以降、当地は神奈川県に属し、行政上は渡田村→田島村→田島町→川崎市と推移していった。川崎が都市化・工業化していく中で、当地も、沿岸部（のちの南渡田町）が埋め立てられ日本鋼管の工場（のちのJFEスチール東日本製鉄所京浜地区）が設置される、耕地整理により町が設置される、などの変化を経ていった。
川崎市が政令指定都市に移行するのと前後して住居表示が行われ、新たな町名やその区域が設定された。

### 地名の由来
いくつかの説があるが、確定はしていない。
- 亘新左衛門の領地であったことから「亘田村」と呼ばれ、それが転じた[10]。
- 昔の多摩川が当地を流れ、それを渡る場所だった[9]。

### 沿革
- 1263年（弘長3年）- この年の銘がある板碑が成就院裏の墓地に残る[9]。
- 1333年（元弘3年）- 新田義貞、当地の不動尊に祈願すると伝わる[12]。
- 文明年間 - 成就院の創建と伝わる。
- 1821年（文政4年）- 溝口水騒動。
- 1837年（天保8年）- 天保の大飢饉。当地では村人653人中529人が飢えたと残る[5]。
- 1855年（安政2年）- 安政の大地震。当地では家屋128軒が倒壊[注 2][12]。
- 1868年（明治元年）- 明治維新。当地は神奈川県に属する。
- 1874年（明治7年）- 大区小区制により、当地は第4大区第3小区に属する[12]。
- 1877年（明治10年）- 田島小学校が開校[5]。
- 1889年（明治22年）- 町村制の成立により、田島村が成立。渡田はその大字となる。
- 1913年（大正2年）- 南部の埋立地で日本鋼管の工場が操業を開始[15]。
- 1923年（大正12年）
  - 田島村が町制を施行する。田島町渡田となる。
  - 関東大震災。当地では80%の家屋が全半壊となる[12]。
- 1927年（昭和2年）- 田島町が川崎市に編入される。川崎市渡田となる。
- 1936年（昭和11年）- 耕地整理により、渡田町・渡田山王町・渡田向町・渡田新町・東渡田が分立[12]。
- 1938年（昭和13年）- 南渡田町が分立[12]。
- 1944年（昭和19年）- 川崎市電が開通。当地に乗り入れる。
- 1969年（昭和44年）- 川崎市電が全廃される。
- 1970年（昭和45年）- 住居表示が実施される。
  - 渡田1丁目～4丁目が起立。
  - 渡田町は渡田・渡田新町・渡田向町・渡田東町・大島上町・貝塚の各一部となり消滅[5]。
  - 大字として残存していた渡田も、渡田・渡田東町・大島上町の各一部となり消滅[5]。
- 1972年（昭和47年）- 川崎市が政令指定都市に移行。川崎市川崎区渡田1丁目～4丁目となる。

### 町名の新旧対照
1970年（昭和45年）7月1日に住居表示が実施される前の町丁は、次のようになっていた。なお、特記のない場合、各丁目に含まれる施行前の町丁は、それぞれその一部である。
| 現町丁     | 施行前の町丁                           |
| ---------- | -------------------------------------- |
| 渡田一丁目 | 渡田町一丁目、貝塚                     |
| 渡田二丁目 | 渡田町一丁目・二丁目・三丁目、渡田向町 |
| 渡田三丁目 | 渡田町二丁目・三丁目                   |
| 渡田四丁目 | 渡田町三丁目                           |

## 世帯数と人口
2025年（令和7年）6月30日現在（川崎市発表）の世帯数と人口は以下の通りである。
| 丁目      | 世帯数    | 人口    |
| --------- | --------- | ------- |
| 渡田1丁目 | 1,405世帯 | 2,479人 |
| 渡田2丁目 | 849世帯   | 1,539人 |
| 渡田3丁目 | 572世帯   | 1,028人 |
| 渡田4丁目 | 784世帯   | 1,388人 |
| 計        | 3,610世帯 | 6,434人 |

### 人口の変遷
国勢調査による人口の推移。
| 年                 | 人口  |
| ------------------ | ----- |
| 1995年（平成7年）  | 6,555 |
| 2000年（平成12年） | 6,306 |
| 2005年（平成17年） | 5,963 |
| 2010年（平成22年） | 6,090 |
| 2015年（平成27年） | 6,287 |
| 2020年（令和2年）  | 6,350 |

### 世帯数の変遷
国勢調査による世帯数の推移。
| 年                 | 世帯数 |
| ------------------ | ------ |
| 1995年（平成7年）  | 2,702  |
| 2000年（平成12年） | 2,674  |
| 2005年（平成17年） | 2,666  |
| 2010年（平成22年） | 2,868  |
| 2015年（平成27年） | 3,055  |
| 2020年（令和2年）  | 3,246  |

## 学区
市立小・中学校に通う場合、学区は以下の通りとなる（2025年1月時点）。
| 丁目      | 番・番地等                                                     | 小学校             | 中学校             |
| --------- | -------------------------------------------------------------- | ------------------ | ------------------ |
| 渡田1丁目 | 全域                                                           | 川崎市立田島小学校 | 川崎市立渡田中学校 |
| 渡田2丁目 | 全域                                                           | 川崎市立田島小学校 | 川崎市立渡田中学校 |
| 渡田3丁目 | 1番 2番1～3・17〜18号 6〜7番 13番1～3・16〜17号 14番1～5・16号 | 川崎市立田島小学校 | 川崎市立渡田中学校 |
| 渡田3丁目 | 2番4～16号 3～5番 8～12番 13番4～15号 14番6～15号 15～19番     | 川崎市立新町小学校 | 川崎市立渡田中学校 |
| 渡田4丁目 | 全域                                                           | 川崎市立新町小学校 | 川崎市立渡田中学校 |

## 事業所
2021年（令和3年）現在の経済センサス調査による事業所数と従業員数は以下の通りである。
| 丁目      | 事業所数  | 従業員数 |
| --------- | --------- | -------- |
| 渡田1丁目 | 106事業所 | 670人    |
| 渡田2丁目 | 61事業所  | 312人    |
| 渡田3丁目 | 48事業所  | 348人    |
| 渡田4丁目 | 53事業所  | 399人    |
| 計        | 268事業所 | 1,729人  |

### 事業者数の変遷
経済センサスによる事業所数の推移。
| 年                 | 事業者数 |
| ------------------ | -------- |
| 2016年（平成28年） | 263      |
| 2021年（令和3年）  | 268      |

### 従業員数の変遷
経済センサスによる従業員数の推移。
| 年                 | 従業員数 |
| ------------------ | -------- |
| 2016年（平成28年） | 1,675    |
| 2021年（令和3年）  | 1,729    |

## 交通

### 鉄道
当地の南端を南武線（支線）がかすめており、近隣に川崎新町駅が所在する。なお、当地を通過する「市電通り」は、その名の通り1969年まで川崎市電が通っており、当地に電停も所在した。

### 路線バス
当地の北端にあたる神奈川県道101号扇町川崎停車場線（新川通）を川崎鶴見臨港バス（臨港バス）の多くのバスが通過するほか、臨港バスは当地を南北に進むバスも運行しており、さらに市電通りを市電とほぼ同経路で進む川40（川崎市交通局）も運行されている。

### 道路
神奈川県道101号扇町川崎停車場線（新川通）が当地の北端を通過している。

## 施設
- 明王山成就院
- 新田神社
- 川崎市立田島小学校

## その他

### 日本郵便
- 郵便番号 : 210-0837[3]（集配局 : 川崎港郵便局[27]）

### 警察
町内の警察の管轄区域は以下の通りである。
| 丁目      | 番・番地等 | 警察署     | 交番・駐在所 |
| --------- | ---------- | ---------- | ------------ |
| 渡田1丁目 | 全域       | 川崎警察署 | 渡田交番     |
| 渡田2丁目 | 全域       | 川崎警察署 | 渡田交番     |
| 渡田3丁目 | 全域       | 川崎警察署 | 渡田交番     |
| 渡田4丁目 | 全域       | 川崎警察署 | 渡田交番     |